# Ducados ernestinos

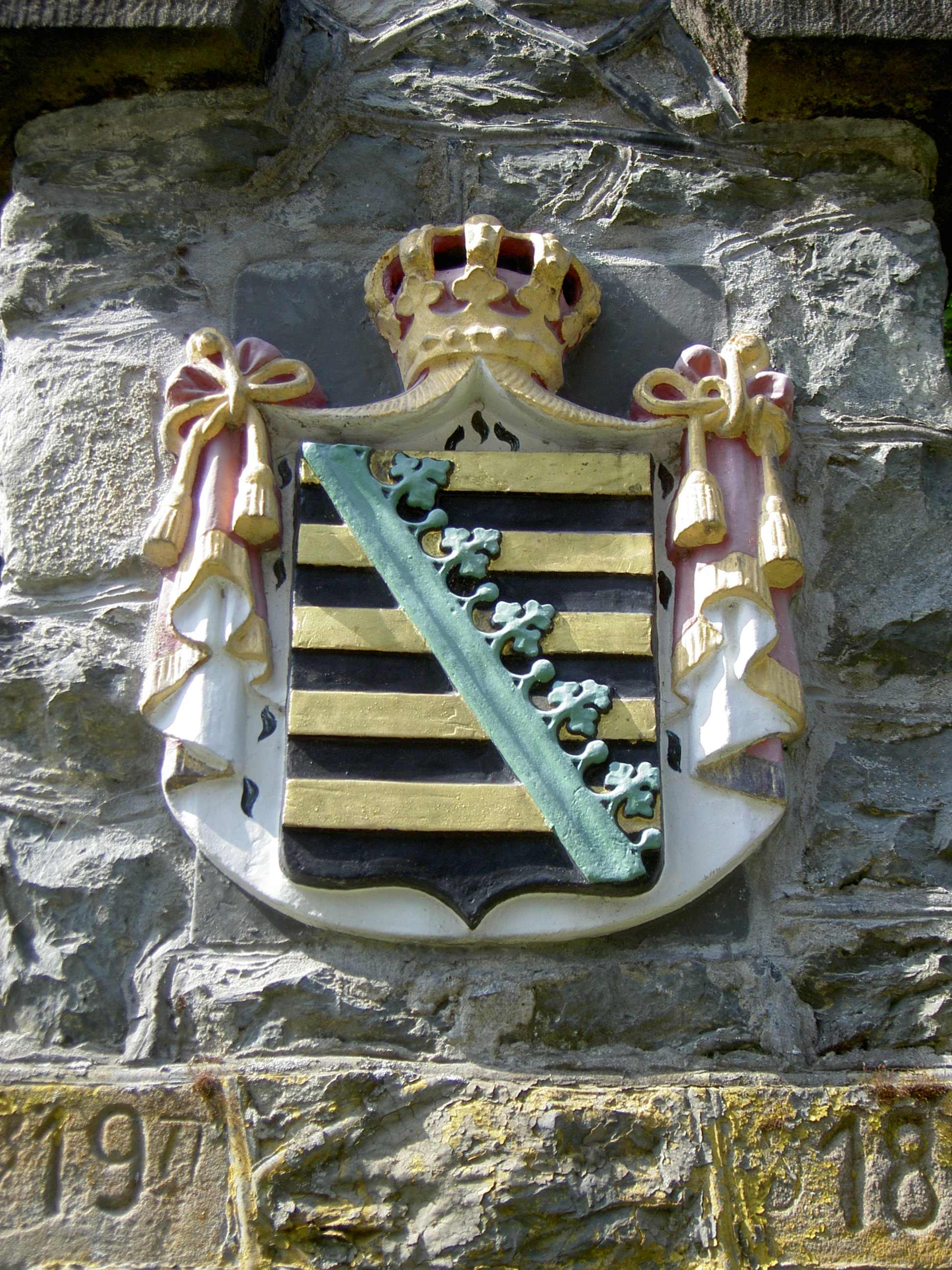
Brasão de armas dos Ernestinos num marco fronteiriço

Os ducados ernestinos, também chamados ducados saxônicos (embora também os ducados de apanágio albertinos de Weissenfels, Merseburgo e Zeitz fossem também conhecidos como os "ducados saxônicos" e fizessem fronteira com vários territórios ernestinos), foram um número mutável de pequenos estados localizados majoritariamente no atual estado alemão da Turíngia e governados pelos duques da linha ernestina da Casa de Wettin.

## Resumo
Os ducados saxónicos começaram a fragmentar-se no século XV, devido à antiga lei de sucessão da Alemanha que permitia a divisão de heranças por todos os filhos varões. Todos os filhos varões de um duque da Saxónia herdavam também o título de Duque. Por vezes, alguns irmãos governavam o território que herdavam do pai em conjunto e, noutros casos, dividiam-nos entre si. Alguns dos ducados ernestinos mantiveram-se separados até 1918. O mesmo tipo de divisão de heranças nas casas de Reuss e Schwarzburgo fez com que a Turíngia se tornasse num retalho de microestados entre finais do século XV e inícios do século XX. 

## Surgimento do ramo ernestinoː antecedentes
O conde Bernardo de Anhalt, filho mais novo de Alberto "o Urso" (1106–70), herdou partes do antigo ducado da Saxónia, principalmente nas regiões de Lauenburgo e Wittenberg, em 1180. Teve dois filhosː Alberto e Henrique. Alberto herdou o Ducado da Saxónia. Em 1260, Alberto entregou o ducado aos seus filhos João I e Alberto II, que foram dividindo gradualmente a Saxónia nos ducados de Saxe-Lauenburgo e Saxe-Wittenberg, divisão essa que se tornou efectiva a partir de 1296. Saxe-Wittenberg foi reconhecido como eleitorado da Saxónia na Bula Dourada de 1356. Quando o último duque de Saxe-Wittenberg morreu sem deixar herdeiros em 1422, o sacro-imperador Segismundo entregou o ducado a Frederico IV da Casa de Wettin, marquês de Meissen e conde da Turíngia, que, a aprtir desse momento, passou a ser conhecido como Frederico I, Eleitor da Saxónia. A partir daí, o nome "Saxónia" passou a aplicar-se a todos os domínios da Casa de Wettin, incluindo os que se encontravam na Turíngia, uma vez que os títulos da Saxónia eram os mais elevados que a família possuía e todos os seus membros passaram a utilizá-los, apesar de muitos deles só terem terras na Turíngia. Frederico I foi sucedido pelo seu filho, Frederico II. Após a morte de Frederico II em 1464, o seu filho mais velho, Ernesto, tornou-se eleitor e, juntamente com o seu irmão mais novo, o duque Alberto, os dois passaram a governar as terras dos Wettin em conjunto. Em 1485, na altura da divisão de Leipzige, os irmãos decidiram dividir as terras dos Wettin, tendo Ernesto recebido o norte de Meissen, o sul da Turíngia, e Wittenberg, enquanto que Alberto ficou com o norte da Turíngia e o sul de Meissen.
Ao analisar a lista de membros da Casa de Wettin, é possível ver os vários títulos e possessões da família ao longo dos séculos.

## História detalhada das divisões da linha ernestina

### Tabela
| Eleitores da Saxónia | | | | | | | | | | | |
| - Ernesto, 1464–1486, filho de Frederico II - Frederico III o Sábio, 1486–1525, filho de Ernesto - João, o Firme, 1525–1532, filho de Ernesto - Co-governantes; - João Frederico I o Magnânimo, 1532–1554 (governantes único a partir de 1542), filho de João - João Ernesto, 1532–1542, filho de João Em 1554, João Frederico I dividiu o ducado entre os seus três filhos. | | | | | | | | | | | |
| Duque de Saxe-Eisenach e Saxe-Coburgo | Duque de Saxe-Eisenach e Saxe-Coburgo | Duque de Saxe-Eisenach e Saxe-Coburgo | Duque de Saxe-Eisenach e Saxe-Coburgo | Duque de Saxe-Eisenach e Saxe-Coburgo | Duque de Saxe-Weimar | Duque de Saxe-Weimar | Duque de Saxe-Weimar | Duque de Saxe-Weimar | Duque de Saxe-Gota | Duque de Saxe-Gota | Duque de Saxe-Gota |
| - João Frederico II, 1554–1556, filho de João Frederico I | - João Frederico II, 1554–1556, filho de João Frederico I | - João Frederico II, 1554–1556, filho de João Frederico I | - João Frederico II, 1554–1556, filho de João Frederico I | - João Frederico II, 1554–1556, filho de João Frederico I | - João Guilherme, 1554–1573, filho de João Frederico I | - João Guilherme, 1554–1573, filho de João Frederico I | - João Guilherme, 1554–1573, filho de João Frederico I | - João Guilherme, 1554–1573, filho de João Frederico I | - João Frederico III, 1554–1565, filho de João Frederico I                                                                                             | - João Frederico III, 1554–1565, filho de João Frederico I                                                                                             | - João Frederico III, 1554–1565, filho de João Frederico I                                                                                             |
| Divisão de Erfurt | | | | | | | | | | | |
| Em 1572, os ducados ernestinos foram reorganizados e divididos novamente entre os dois filhos de João Frederico II e o filho de João Guilherme. | | | | | | | | | | | |
| Duques de Saxe-Coburgo-Eisenach | Duques de Saxe-Coburgo-Eisenach | Duques de Saxe-Coburgo-Eisenach | Duques de Saxe-Coburgo-Eisenach | Duques de Saxe-Coburgo-Eisenach | Duques de Saxe-Coburgo-Eisenach | Duques de Saxe-Weimar | Duques de Saxe-Weimar | Duques de Saxe-Weimar | Duques de Saxe-Weimar | Duques de Saxe-Weimar | Duques de Saxe-Weimar |
| - Co-governantes; - João Casimiro, 1572–1596, filho de João Frederico II - João Ernesto, 1572–1596, filho de João Frederico II Em 1596, os dois irmãos concordaram em dividir as terras entre eles. | - Co-governantes; - João Casimiro, 1572–1596, filho de João Frederico II - João Ernesto, 1572–1596, filho de João Frederico II Em 1596, os dois irmãos concordaram em dividir as terras entre eles. | - Co-governantes; - João Casimiro, 1572–1596, filho de João Frederico II - João Ernesto, 1572–1596, filho de João Frederico II Em 1596, os dois irmãos concordaram em dividir as terras entre eles. | - Co-governantes; - João Casimiro, 1572–1596, filho de João Frederico II - João Ernesto, 1572–1596, filho de João Frederico II Em 1596, os dois irmãos concordaram em dividir as terras entre eles. | - Co-governantes; - João Casimiro, 1572–1596, filho de João Frederico II - João Ernesto, 1572–1596, filho de João Frederico II Em 1596, os dois irmãos concordaram em dividir as terras entre eles. | - Co-governantes; - João Casimiro, 1572–1596, filho de João Frederico II - João Ernesto, 1572–1596, filho de João Frederico II Em 1596, os dois irmãos concordaram em dividir as terras entre eles. | - Frederico Guilherme, 1572–1602, filho de João Guilherme Após a morte de Frederico Guilherme, as terras foram divididas entre os seus filhos e irmão. | - Frederico Guilherme, 1572–1602, filho de João Guilherme Após a morte de Frederico Guilherme, as terras foram divididas entre os seus filhos e irmão. | - Frederico Guilherme, 1572–1602, filho de João Guilherme Após a morte de Frederico Guilherme, as terras foram divididas entre os seus filhos e irmão. | - Frederico Guilherme, 1572–1602, filho de João Guilherme Após a morte de Frederico Guilherme, as terras foram divididas entre os seus filhos e irmão. | - Frederico Guilherme, 1572–1602, filho de João Guilherme Após a morte de Frederico Guilherme, as terras foram divididas entre os seus filhos e irmão. | - Frederico Guilherme, 1572–1602, filho de João Guilherme Após a morte de Frederico Guilherme, as terras foram divididas entre os seus filhos e irmão. |
| Duques de Saxe-Coburgo | Duques de Saxe-Coburgo | Duques de Saxe-Coburgo | Duques de Saxe-Eisenach | Duques de Saxe-Eisenach | Duques de Saxe-Eisenach | - Frederico Guilherme, 1572–1602, filho de João Guilherme Após a morte de Frederico Guilherme, as terras foram divididas entre os seus filhos e irmão. | - Frederico Guilherme, 1572–1602, filho de João Guilherme Após a morte de Frederico Guilherme, as terras foram divididas entre os seus filhos e irmão. | - Frederico Guilherme, 1572–1602, filho de João Guilherme Após a morte de Frederico Guilherme, as terras foram divididas entre os seus filhos e irmão. | - Frederico Guilherme, 1572–1602, filho de João Guilherme Após a morte de Frederico Guilherme, as terras foram divididas entre os seus filhos e irmão. | - Frederico Guilherme, 1572–1602, filho de João Guilherme Após a morte de Frederico Guilherme, as terras foram divididas entre os seus filhos e irmão. | - Frederico Guilherme, 1572–1602, filho de João Guilherme Após a morte de Frederico Guilherme, as terras foram divididas entre os seus filhos e irmão. |
| - João Casimiro, 1596–1633 Quando João Casimiro morreu sem deixar herdeiros, a sua herança passou para o seu irmão mais novo | - João Casimiro, 1596–1633 Quando João Casimiro morreu sem deixar herdeiros, a sua herança passou para o seu irmão mais novo                                                                        | - João Casimiro, 1596–1633 Quando João Casimiro morreu sem deixar herdeiros, a sua herança passou para o seu irmão mais novo                                                                        | - João Ernesto, 1596–1633 | - João Ernesto, 1596–1633 | - João Ernesto, 1596–1633 | | | | | | |
| - João Casimiro, 1596–1633 Quando João Casimiro morreu sem deixar herdeiros, a sua herança passou para o seu irmão mais novo | - João Casimiro, 1596–1633 Quando João Casimiro morreu sem deixar herdeiros, a sua herança passou para o seu irmão mais novo                                                                        | - João Casimiro, 1596–1633 Quando João Casimiro morreu sem deixar herdeiros, a sua herança passou para o seu irmão mais novo                                                                        | - João Ernesto, 1596–1633 | - João Ernesto, 1596–1633 | - João Ernesto, 1596–1633 | Duques de Saxe-Altemburgo | Duques de Saxe-Altemburgo | Duques de Saxe-Altemburgo | Duques de Saxe-Weimar | Duques de Saxe-Weimar | Duques de Saxe-Weimar |
| - João Casimiro, 1596–1633 Quando João Casimiro morreu sem deixar herdeiros, a sua herança passou para o seu irmão mais novo | - João Casimiro, 1596–1633 Quando João Casimiro morreu sem deixar herdeiros, a sua herança passou para o seu irmão mais novo                                                                        | - João Casimiro, 1596–1633 Quando João Casimiro morreu sem deixar herdeiros, a sua herança passou para o seu irmão mais novo                                                                        | - João Ernesto, 1596–1633 | - João Ernesto, 1596–1633 | - João Ernesto, 1596–1633 | - Co-governantes; - João Filipe, 1603–1639, filho de Frederico Guilherme I - Frederico, 1603–1625, filho de Frederico Guilherme I - João Guilherme, 1603–1632, filho de Frederico Guilherme I - Frederico Guilherme II, 1603–1669 (governante único a partir de 1639), filho de Frederico Guilherme I - Frederico Guilherme III, 1669–1672, filho de Frederico Guilherme II | - Co-governantes; - João Filipe, 1603–1639, filho de Frederico Guilherme I - Frederico, 1603–1625, filho de Frederico Guilherme I - João Guilherme, 1603–1632, filho de Frederico Guilherme I - Frederico Guilherme II, 1603–1669 (governante único a partir de 1639), filho de Frederico Guilherme I - Frederico Guilherme III, 1669–1672, filho de Frederico Guilherme II | - Co-governantes; - João Filipe, 1603–1639, filho de Frederico Guilherme I - Frederico, 1603–1625, filho de Frederico Guilherme I - João Guilherme, 1603–1632, filho de Frederico Guilherme I - Frederico Guilherme II, 1603–1669 (governante único a partir de 1639), filho de Frederico Guilherme I - Frederico Guilherme III, 1669–1672, filho de Frederico Guilherme II | - João II, 1602–1605, filho de João Guilherme | - João II, 1602–1605, filho de João Guilherme | - João II, 1602–1605, filho de João Guilherme |
| Duques de Saxe-Coburgo-Eisenach - João Ernesto, 1633–1638 Quando João Ernesto morreu sem deixar herdeiros, o seu principado foi dividido entre Saxe-Weimar e Saxe-Altemburgo. | | | | | | - Co-governantes; - João Filipe, 1603–1639, filho de Frederico Guilherme I - Frederico, 1603–1625, filho de Frederico Guilherme I - João Guilherme, 1603–1632, filho de Frederico Guilherme I - Frederico Guilherme II, 1603–1669 (governante único a partir de 1639), filho de Frederico Guilherme I - Frederico Guilherme III, 1669–1672, filho de Frederico Guilherme II | - Co-governantes; - João Filipe, 1603–1639, filho de Frederico Guilherme I - Frederico, 1603–1625, filho de Frederico Guilherme I - João Guilherme, 1603–1632, filho de Frederico Guilherme I - Frederico Guilherme II, 1603–1669 (governante único a partir de 1639), filho de Frederico Guilherme I - Frederico Guilherme III, 1669–1672, filho de Frederico Guilherme II | - Co-governantes; - João Filipe, 1603–1639, filho de Frederico Guilherme I - Frederico, 1603–1625, filho de Frederico Guilherme I - João Guilherme, 1603–1632, filho de Frederico Guilherme I - Frederico Guilherme II, 1603–1669 (governante único a partir de 1639), filho de Frederico Guilherme I - Frederico Guilherme III, 1669–1672, filho de Frederico Guilherme II | | | |

### História

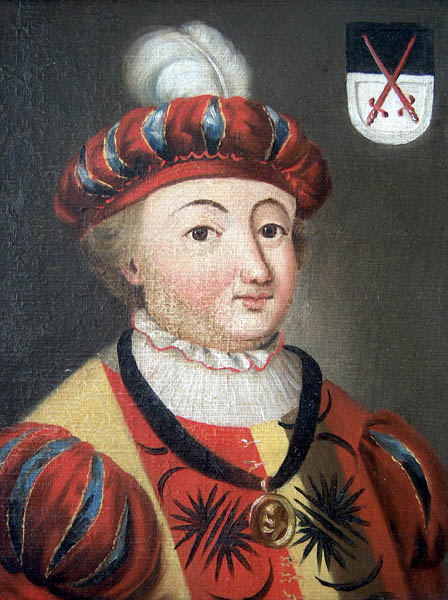
Ernesto, Eleitor da Saxónia (1441-1486)

O eleitor Ernesto morreu em 1486 e foi sucedido pelo seu filho, Frederico, o Sábio. Leipzig, o centro económico da Saxónia, assim como a cidade onde se encontrava a única universidade da Saxónia, encontrava-se nos territórios albertinos. Frederico desejava ter uma universidade nas suas terras para educar, por exemplo, funcionários civis e religiosos e, por isso, abriu a Universidade de Wittenberg em 1502. Foi lá que Martinho Lutero afixou as suas 95 Teses. Frederico protegeu Lutero, recusando-se a extraditá-lo para Roma onde seria julgado. Tal como outros príncipes alemães, Frederico permitiu a implementação das reformas luteranas nos seus territórios.
Frederico III morreu em 1525 e foi sucedido pelo seu irmão, João, o Firme (1525-1532). João era o líder da Liga de Esmalcalda de príncipes protestantes do Sacro Império Romano. João morreu em 1532 e foi sucedido pelo seu filho João Frederico I. Durante os primeiros dez anos, João Frederico partilhou o governo dos estados ernestinos da Saxónia com o seu meio-irmão, João Ernesto, duque titular de Saxe-Coburgo, que morreu sem deixar descendentes. João Frederico foi apoiou cada vez mais a reforma luterana enquanto que o sacro-imperador, Carlos V, evitou o confronto directo com os príncipes protestantes, uma vez que precisava do seu apoio na luta contra a França.
Eventualmente, Carlos conseguiu chegar a acordo com a França e passou a prestar mais atenção às terras protestantes do Sacro Império Romano. Em 1546, a Liga Esmalcalda conseguiu juntar um exército. O eleitor João Frederico liderou as tropas para sul, mas, pouco depois, o seu primo, o duque Maurício de Meissen, da Saxónia Albertina, invadiu a Saxónia Ernestina. João Frederico regressou rapidamente à Saxónia, expulsou Maurício das terras ernestinas, conquistou a Saxónia Albertina e, depois, invadiu a Boémia (que pertencia directamente ao irmão de Carlos, Fernando, e à sua esposa, a princesa Ana da Boémia e Hungria). As tropas de Carlos conseguiram travar as tropas da Liga Esmalcalda e derrotou-os de forma definitiva na Batalha de Mühlberg (1547). João Frederico ficou ferido e foi feito prisioneiro. O sacro-imperador condenou-o à morte por rebeldia, mas adiou a execução porque não queria perder tempo a conquistar Wittenberg, que era defendida pela esposa de João Frederico, a princesa Sibila de Cleves. Para salvar a sua vida, João Frederico concedeu a Capitulação de Wittenberg, na qual entregou o governo das suas terras a Maurício das terras albertinas, e o seu castigo foi mudado para prisão perpétua. Quando o recém-empossado eleitor Maurício, que tinha mudado de lealdade, atacou o sacro-imperador, o duque João Frederico foi libertado da prisão e recebeu o condado da Turíngia de volta. Estabeleceu a sua nova capital em Weimar, e abriu uma universidade em Jena (para substituir a de Wittenberg que tinha perdido para Maurício) antes de morrer em 1554.
Os três filhos de João Frederico I partilharam o território, sendo João Frederico II nomeado o chefe da família (e, durante um breve período de tempo, entre 1554 e 1556, chegou mesmo a receber o título de sacro-imperador) tendo residências oficiais em Eisenach e Coburgo. O irmão do meio, João Guilherme, ficou em Weimar (Saxe-Weimar), e o mais novo, Frederico Guilherme III (que tinha o mesmo nome do irmão mais velho, o que tem causado muita confusão na escrita da História) estabeleceu-se em Gota (Saxe-Gota). Quando João Frederico III de Gota morreu solteiro e sem deixar descendentes em 1565, João Guilherme de Weimar tentou reclamar a sucessão de Saxe-Gota, mas os filhos de João Frederico II, que se encontrava preso, apresentaram as suas pretensões.

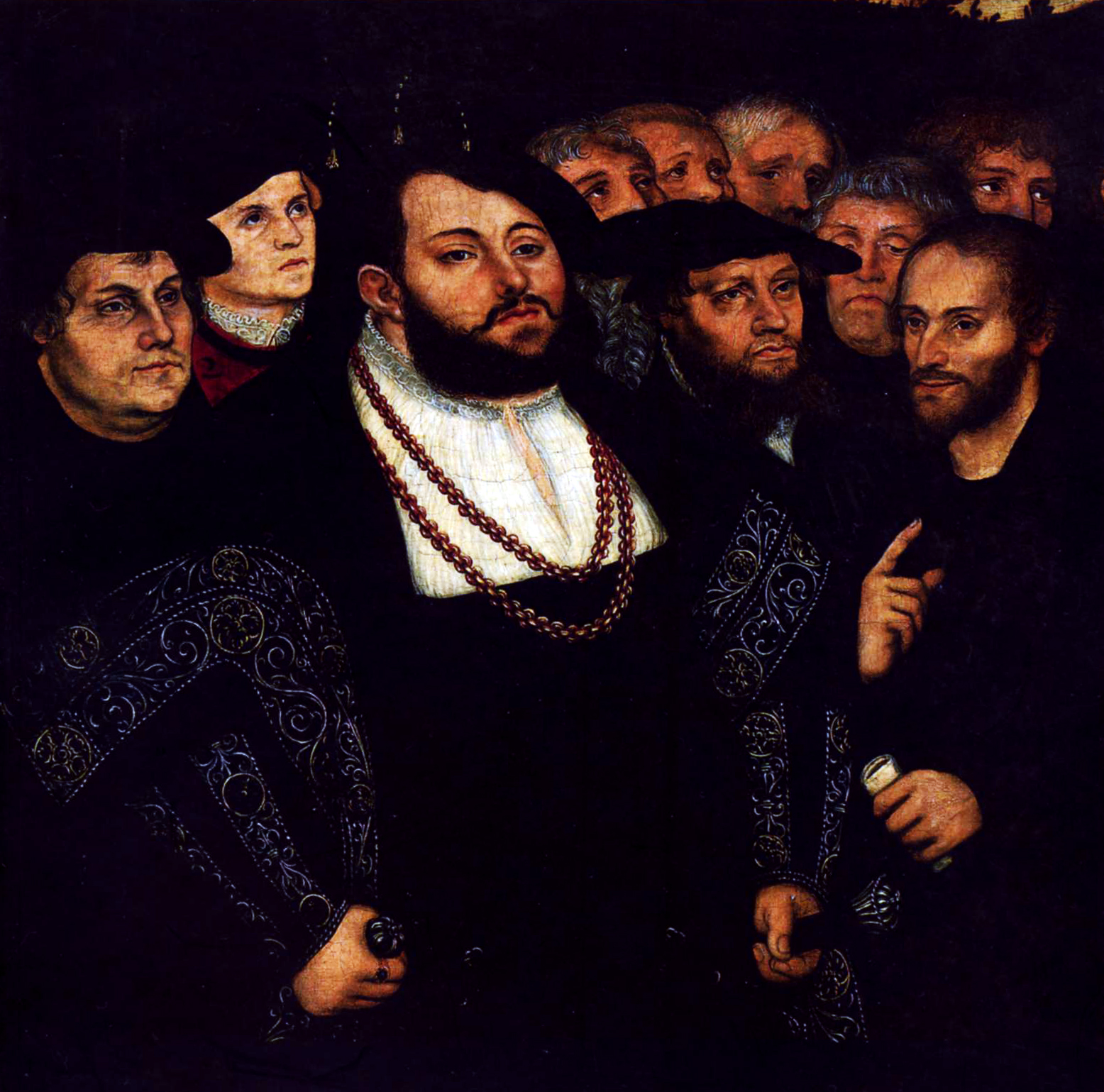
João Frederico I, Eleitor da Saxónia, com Martinho Lutero (1º da esquerda) por Lucas Cranach, o Jovem.

Os candidatos chegaram a acordo em 1572, levando a cabo a Divisão de Erfurt, na qual João Guilherme acrescentou os distritos de Altemburgo, Gota e Meiningen a Saxe-Weimar. Quando João Guilherme morreu um ano depois, o seu filho mais velho, Frederico Guilherme I, recebeu Altemburgo, Gota e Meiningen com o título de duque Saxe-Altenburgo, e, por ter tido um grande número de descendentes, criou a primeira linha de Saxe-Altemburgo, enquanto que Saxe-Weimar foi para o filho mais novo de João II, João Casimiro (que morreu em 1633 sem deixar descendentes), filho mais velho de João Frederico II, e João Ernesto (que morreu em 1638 sem deixar descendentes), filho mais novo de João Frederico II, recebeu o território unido de Saxe-Coburgo-Eisenach, mas foi-lhes nomeado um guardião legal, uma vez que ainda eram todos menores de idade. Em 1596, os irmãos concordaram em dividir o ducado em Saxe-Coburgo e Saxe-Eisenach.
João II, Duque de Saxe-Weimar (ou João II), morreu ainda novo, deixando oito filhos (incluindo o príncipe Bernardo de Saxe-Weimar, o mais novo, que se tornou num conhecido general) e um testamento no qual ordenava que os seus filhos governassem os territórios em conjunto. Quando o mais velho, João Ernesto I, Duque de Saxe-Weimar morreu em combate (1626) solteiro e sem deixar descendentes, já outros dois irmãos tinham morrido antes de ter filhos, o que fazia com que restassem cinco duques de Saxe-Weimar, dos quais Guilherme era o mais velho. Ao longo dos quinze anos seguintes, viriam a morrer mais dois dois sem descendentes, incluindo Bernardo em 1639. Em 1638, a linha sénior de Coburgo-Eisenach extinguiu-se e as suas terras foram divididas entre os duques de Altemburgo e Weimar, o que fez com que as posses de Saxe-Weimar duplicassem e tornasse possível a sua divisão. Por volta de 1640, os irmãos que ainda estavam vivos dividiram finalmente o seu património. Guilherme ficou com Weimar, Alberto (Albrecht) recebeu o título e terras do duque de Saxe-Eisenach e Ernesto (que tinha o cognome de "o Devoto") também teve direito à sua parte, tornando-se duque de Gota.
Ernesto I, duque de Saxe-Gota (1601–75) era casado com a princesa Isabel Sofia, filha única de João Filipe, Duque de Altemburgo e Gota (1597-1638), filho mais velho de Frederico Guilherme I. Quando o primo de Isabel Sofia, Frederico Guilherme III, Duque de Altemburgo, morreu sem deixar descendentes em 1672, a linha principal de Altemburgo foi extinta na linha masculina, o que criou um problema de sucessão. No final, foram os filhos de Ernesto e Isabel Sofia que receberam a maior parte da herança de Altemburgo, tendo por base o testamento deixado pelo duque João Filipe (uma vez que foi reconhecido que a lei sálica não impedia que o titular de um testamento deixasse as suas posses aos descendentes masculinos que desejasse, mesmo que para isso excluísse outros descendentes masculinos que teriam os mesmos direitos; e mesmo que esses descendentes fossem netos da sua filha, não havia nada que o impedisse) e, assim, as terras passaram para o ramo de Saxe-Weimar. É destas duas linhas: a de Weimar e Gota(-Altemburgo) que descendem todas as linhas ernestinas a partir de então e, algumas, têm inclusivamente descendentes directos até aos dias de hoje. Após a divisão da herança da linha principal de Altemburgo, a linha principal de Weimar passou a possuir menos de metade de todas as terras ernestinas, e a linha secundária, Gota-Altemburgo, possuía mais de metade. No entanto, a linha de Gota-Altemburgo subdividia-se mais do que a de Weimar e, graças à união de territórios conseguida com as leis de primogenitura de 1741, Saxe-Weimar viria a ser elevado a grão-ducado em 1815. 

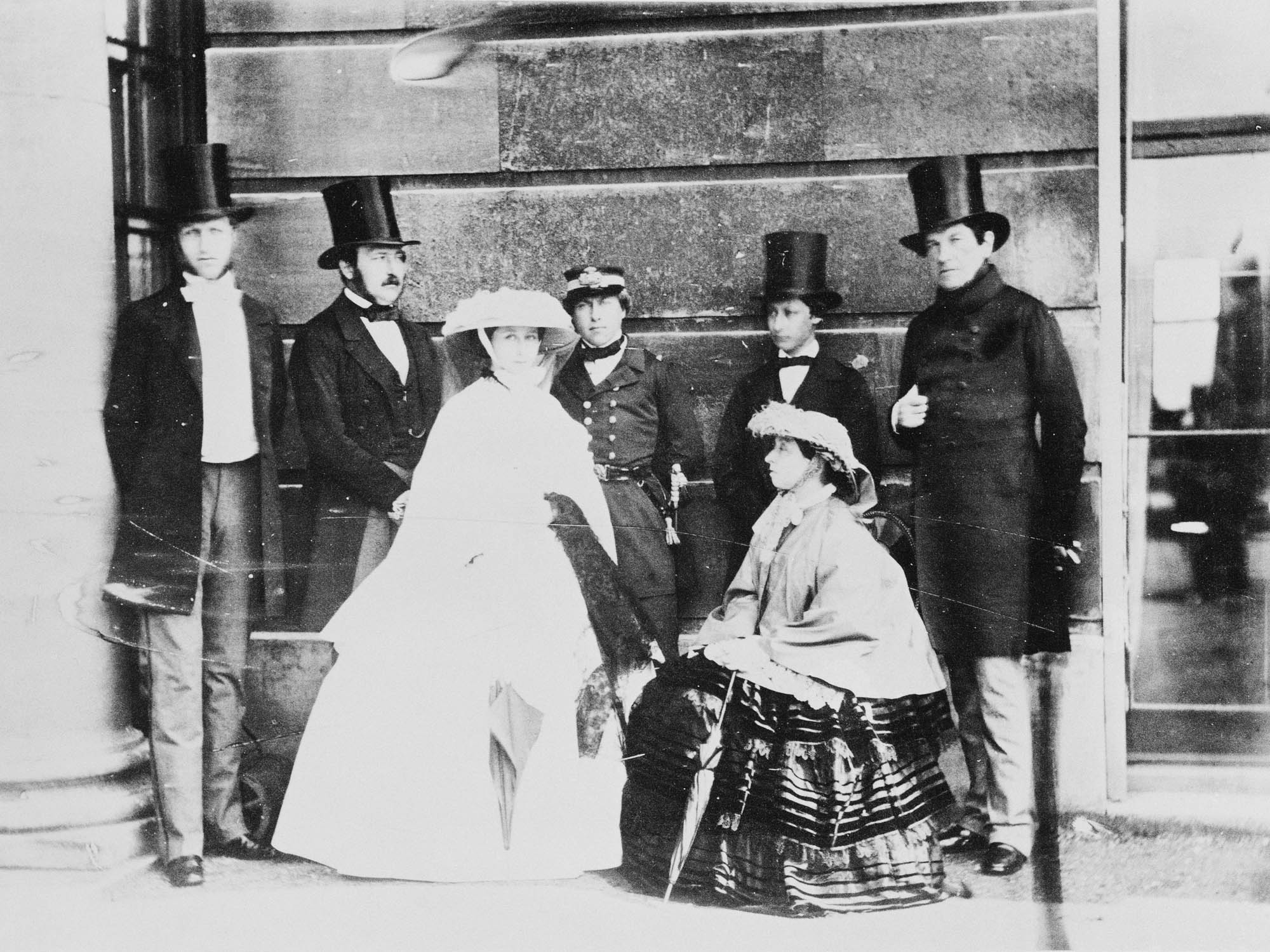
Membros da família de Saxe-Coburgo-Gota reunidos em Inglaterra em 1859ː (da esq. para a dir.) Filipe, Conde da Flandres, Alberto, príncipe-consorte do Reino Unido, a princesa Alice do Reino Unido, Dom Luís, duque do Porto (futuro rei Dom Luís I de Portugal), príncipe Alberto Vítor (futuro rei Eduardo VII do Reino Unido), a rainha Vitória e o rei Leopoldo I da Bélgica.

Os vários filhos de Ernesto de Gota e Isabel Sofia dividiram a herança entre si (cinco oitavos de todas as terras ernestinas) inicialmente em sete partes: Gota-Altemburgo, Coburgo, Meiningen, Römhild, Eisenberg, Hildburghausen e Saalfeld. Dessas, Coburgo, Römhild e Eisenberg não sobreviveram mais do que uma geração e foram divididas entre as quatro linhas que sobraram.
Assim, os territórios ernestinos da Turíngia foram divididos e unidos novamente várias vezes de acordo com os filhos que os duques deixavam e as linhas que se foram extinguindo. Eventualmente, foi instaurada a regra da primogenitura nas heranças das terras ernestinas, mas, quando tal aconteceu, já existiam dez ducados ernestinos. Em 1826, ainda existiam os ducados ernestinos de Saxe-Weimar-Eisenach (aproximadamente três oitavos de todas as terras ernestinas), e os ducados (da linha "Isabel-Sofia") de Saxe-Gota-Altemburgo, Saxe-Meiningen, Saxe-Hildburghausen e Saxe-Coburgo-Saalfeld. Em 1826, extinguiu-se a linha principal que descendia de Ernesto, o Devoto (Saxe-Altemburgo). A filha do seu penúltimo duque tinha-se casado com o duque de Coburgo e Saalfeld, e o casal teve dois filhos (o mais novo dos quais era Alberto, príncipe-consorte do Reino Unido). O património de Gota-Altemburgo foi dividido entre as outras três linhas descendentes de Ernesto, o Devoto, o que levou a algumas alterações na sua nomenclatura: a partir daí, passaram a ser conhecidos como Saxe-Meiningen-Hildburghausen, Saxe-Altemburgo (a antiga linha de Hildburghausen) e Saxe-Coburgo-Gota - a linha mais recente (a que, originalmente, tinha sido a linha Saalfeld) recebeu a capital "materna" de Gota, que tinha sido a cidade governada por Ernesto, o criador da linha. Todos os ducados ernestinos terminaram com a abolição da monarquia e estados principescos da Alemanha pouco depois do final da Primeira Guerra Mundial.
Cinco ducados ernestinos pertenciam ao Circulo Superior da Saxónia do Sacro Império Romano:
- Saxe-Weimar
- Saxe-Eisenach
- Saxe-Coburgo
- Saxe-Gota
- Saxe-Altemburgo

Os governantes dos estados que pertenciam a este circulo tinham direito a um voto no Reichstag. Na sessão de 1792 do Reichstag, o duque de Saxe-Weimar era também duque de Saxe-Eisenach, e, por isso, teve direito a dois votos (assim como a três oitavos de todas as terras ernestinas); o duque de Saxe-Altemburgo era também duque de SaxeGota (visto ser o herdeiro mais directo tanto do duque João Filipe como do duque Ernesto, o Devoto), e tinha também direito a dois votos; e o duque de Saxe-Coburgo tinha um voto.
Os outros ducados ernestinos nunca pertenceram ao circulo imperial e, por isso, não tinham direito a voto no reichstag. No entanto, eram todos autónomos e, com a dissolução do Sacro Império Romano a 6 de Agosto de 1806, esse problema tornou-se irrelevante.

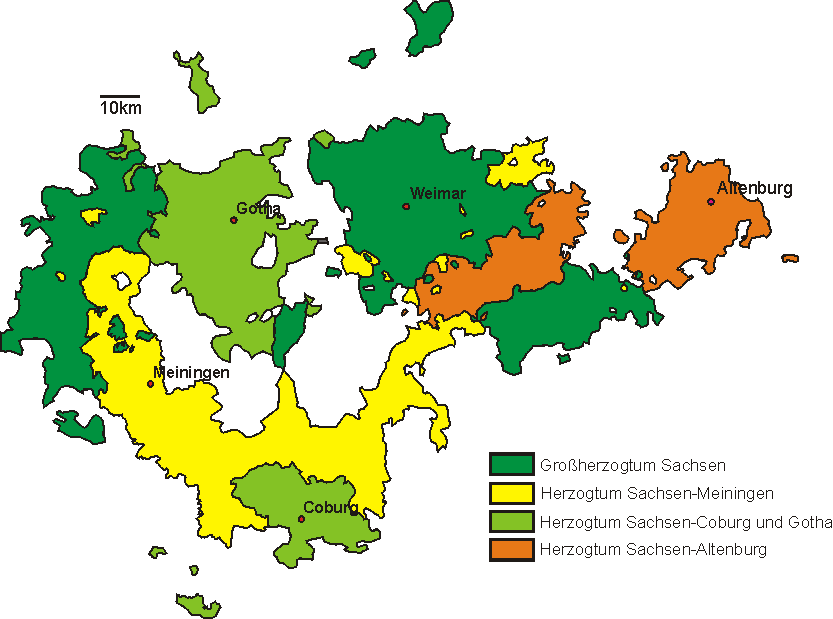
Os ducados ernestinos da Turíngia após 1825

- Saxe-Altemburgo (1603 a 1672; 1826 a 1918)
- Saxe-Coburgo (1596 a 1633; 1681 a 1699)
- Saxe-Coburgo-Eisenach (1572 a 1596)
- Saxe-Coburgo-Saalfeld (1735 a 1826)
- Saxe-Eisenberg (1680 a 1707)
- Saxe-Coburgo-Gota (1826 a 1918)
- Saxe-Eisenach (1596 a 1638; 1640 a 1644; 1672 a 1806)
- Saxe-Gota (1640 a 1680)
- Saxe-Gota-Altemburgo (1681 a 1826)
- Saxe-Hildburghausen (1680 a 1826)
- Saxe-Jena (1672a 1690)
- Saxe-Marksuhl (1662 a 1672)
- Saxe-Meiningen (1681 a 1918)
- Saxe-Römhild (1680 a 1710)
- Saxe-Saalfeld (1680 a 1735)
- Saxe-Weimar (1572 a 1806)
- Saxe-Weimar-Eisenach (1806 a 1918)

## Duques ernestinos nos dias de hoje
Saxe-Weimar-Eisenach, Saxe-Coburgo-Gota, Saxe-Meiningen, e Saxe-Altenburg eram os únicos ducados que restavam quando foi criada a Republica de Weimar. Em 1991, a linha de Altemburgo extinguiu-se, o que faz com que hoje em dia restem apenas três casas, representadas pelos seguintes príncipes:
- Miguel, Príncipe de Saxe-Weimar-Eisenach, descendente masculino mais directo da linha.
- Andreas, Príncipe de Saxe-Coburgo-Gota
- Konrad, Príncipe de Saxe-Meiningen